# Kaleido (groupe)
Pour les articles homonymes, voir Kaleido.
Kaleido, anciennement Kaleidoscopio, est un projet musical créé en 2002 par le DJ Ramilson Maia  avec la chanteuse, compositrice et danseuse Janaina Lima et le producteur Gui Boratto.
Le style de Kaleido est principalement axé autour de la drum and bass et de l'electro avec des sonorités sud-américaines. Le single le plus notable est Você me Apareceu (2004).

## Discographie
- Tem Que Valer (2004)
- Kaleido (2006)